# Hrabstwo Monroe (Missisipi)
Hrabstwo Monroe (ang. Monroe County) – hrabstwo w stanie Missisipi w Stanach Zjednoczonych. Obszar całkowity hrabstwa obejmuje powierzchnię 772,04 mil² (1999,57 km²). Według szacunków United States Census Bureau w roku 2009 miało 36 905 mieszkańców.
Hrabstwo powstało w 1821 roku.

## Miejscowości
- Aberdeen
- Amory
- Hatley
- Hamilton (CDP)
- Nettleton
- Smithville[4]

| Populacja hrabstwa w poprzednich latach | Populacja hrabstwa w poprzednich latach |
| Rok                                     | Liczba ludności                         |
| --------------------------------------- | --------------------------------------- |
| 1980                                    | 36 420                                  |
| 1990                                    | 36 582                                  |
| 2000                                    | 38 014                                  |
| 2005                                    | 37 704                                  |